# Autosan A10
Autosan A10-10 – model autobusów podmiejskich, specjalnych i międzymiastowych klasy midi, produkowanych przez zakłady Autosan w Sanoku.

## Rozwój
Produkowany jest od 2004 roku. Jest to zmodernizowana odmiana Autosana H10. Pierwszym modelem był A1010M o dopisku Medium. Była to wersja miejska. Model A1010M był średniopodłogowy i posiadał silnik francuskiej produkcji Renault typu MIDR ze skrzynią biegów EATON typu TS5-60. Produkowany do 2004 roku.

## Produkcja
Zmiany w autobusie:
- na przodach wykorzystano blacharkę z autobusów BOVA Futura
- na tyle wykorzystano: blacharkę z Jelczy turystycznych, kilka blacharek do Autosanów H10
- w autobusie wykorzystano: silnik Cummins ISBe250 (model Lider 2 podmiejski i Lider 3 międzymiastowy) moc 250 KM normy spalin Euro4, silnik Renault dCi6 (model 2 międzymiastowy, 3 międzymiastowy i MIDI) moc 265 KM normy spalin Euro4. W niej jeszcze

wykorzystano skrzynię biegów firmy EATON typu 4106 FSO. Ten autobus posiadał tylko silniki Cummins i Renault i skrzynię biegów firmy EATON.

## Wersje Autosana A10
Modele standardowe:
- "Autosan A1010T"
- "Autosan A1010T Lider 2 i 3"
- "Autosan A1010T Lider Midi"
- "Autosan A1010TPM podmiejski"
- "Autosan A1010TDW policja i straż graniczna"

Modele seryjne:
- "Autosan A1010M Medium"